# Polycarpaea spirostylis
Polycarpaea spirostylis är en nejlikväxtart. Polycarpaea spirostylis ingår i släktet Polycarpaea och familjen nejlikväxter.

## Underarter
Arten delas in i följande underarter:
- P. s. compacta
- P. s. densiflora
- P. s. glabra
- P. s. spirostylis